# Storia dell'Antartide

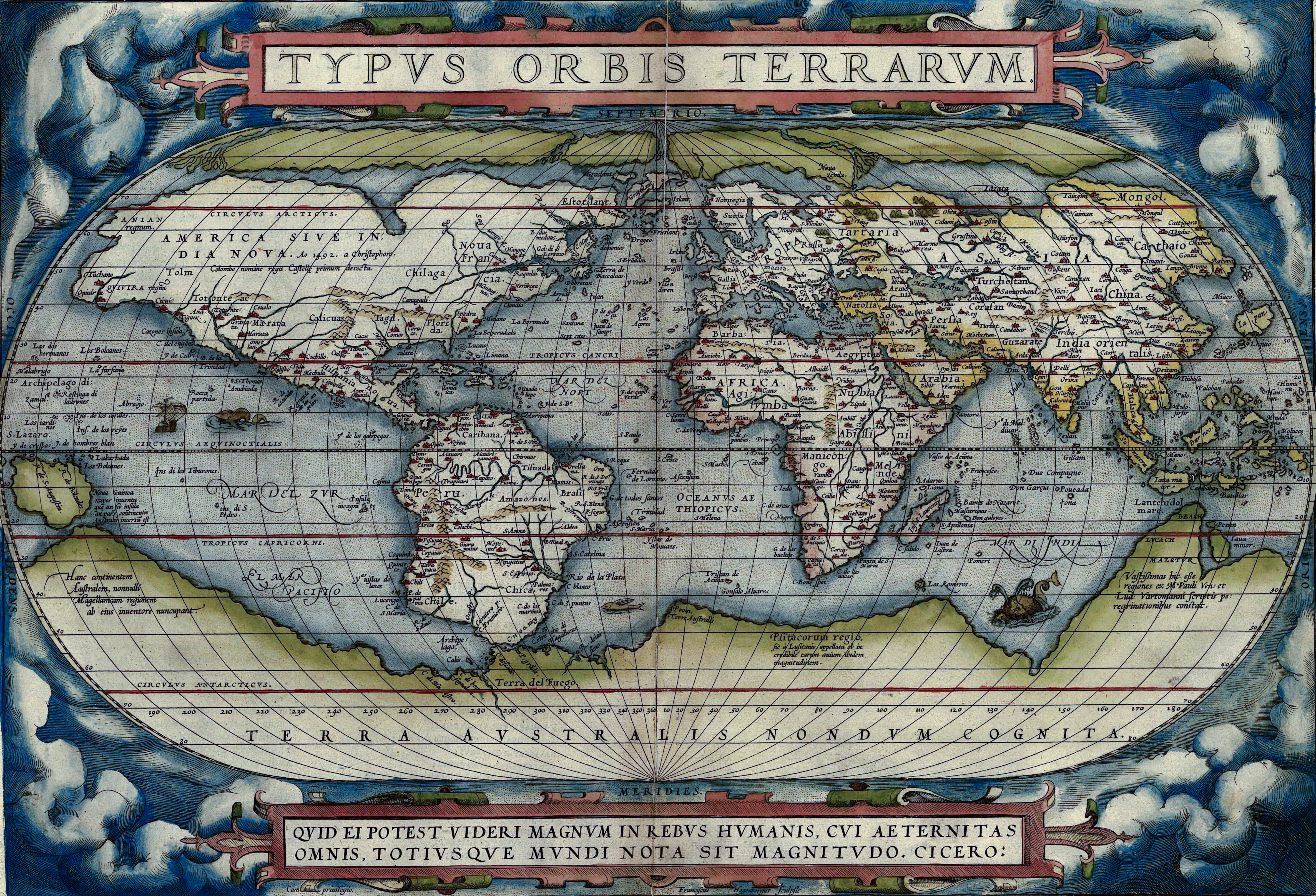
Una mappa di Abramo Ortelio del 1570, nella parte inferiore la massa della Terra Australis Nondum Cognita

L'esistenza di una vasta terra emersa, la Terra Australis, posta a sud del pianeta con lo scopo di "riequilibrare" la massa delle terre dell'emisfero settentrionale, è un'ipotesi che risale all'antichità: secondo Aristotele l'esistenza di una zona fredda a nord del pianeta implicava l'esistenza di una zona altrettanto fredda posta a sud; il Polo nord (Arktikos) era posto sotto la costellazione dell'Orsa Maggiore (il termine greco arktos significa orsa) e quindi la terra opposta fu chiamata Antarktikos, Antartide.

## Terra Australis

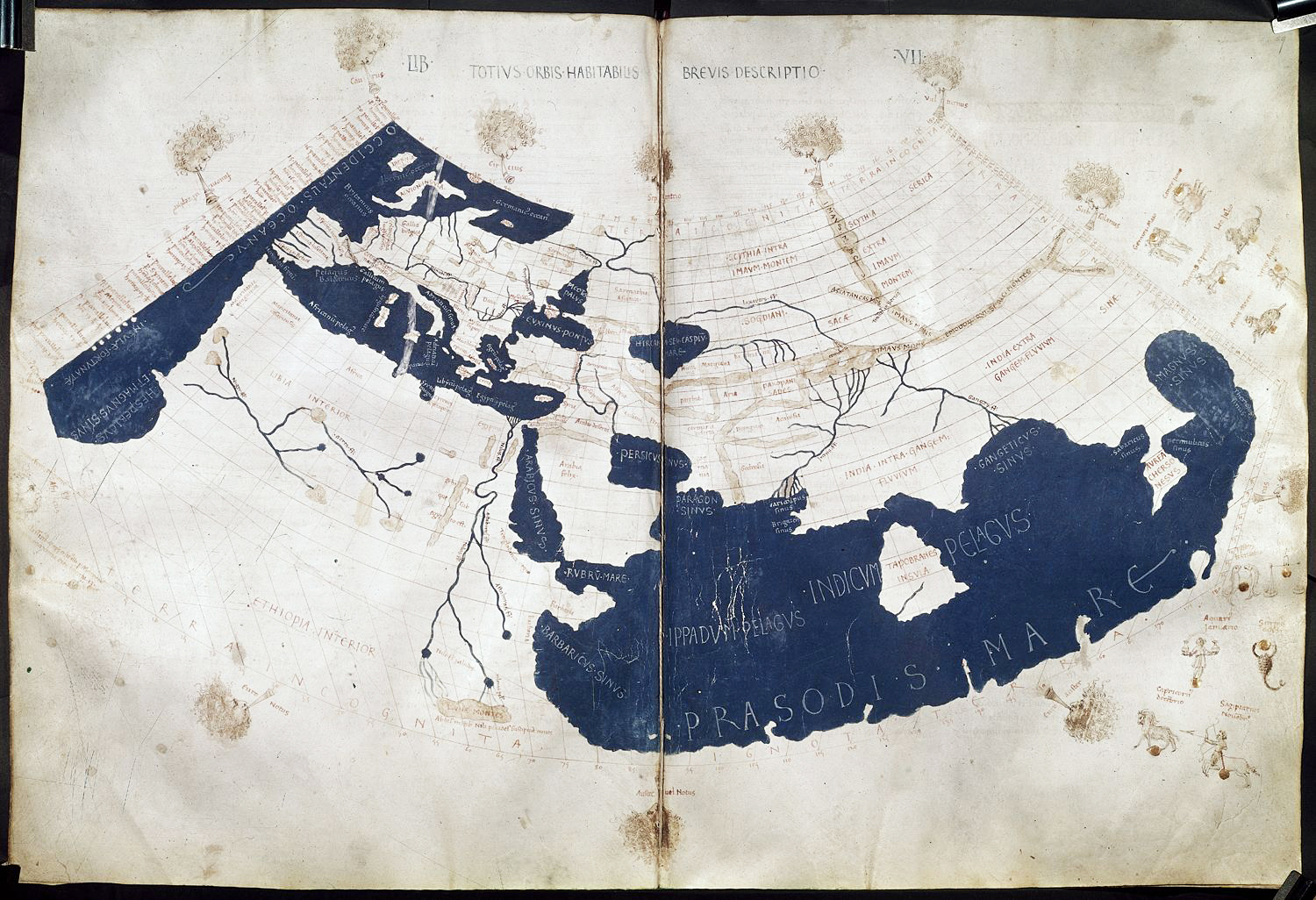
un rifacimento del XV secolo della mappa di Tolomeo: in basso la scritta Terra Incognita

Diversi secoli dopo il geografo greco Claudio Tolomeo, nella sua Geografia, disegnò sulle sue mappe una vasta terra a meridione, all'altezza del 20º parallelo, chiamata Terra Incognita che descrisse come abitata da popoli ricchi; sfortunatamente, secondo le conoscenze dell'epoca, una zona torrida separava l'emisfero settentrionale da quello meridionale, rendendo inaccessibili le parti a meridione.
Il primo attraversamento dell'equatore (da parte di un europeo in epoca moderna) si deve al navigatore portoghese Lopes Gonçalves nel 1473.
All'inizio del XVI secolo il francese Binot Paulmier de Gonneville salpò da Honfleur in Normandia diretto verso l'America. Rimasto in balia del vento andò alla deriva in direzione sud, raggiungendo le coste di un paese sconosciuto che descrisse abitato da una popolazione ricca e felice. Tornato in patria affermò di avere trovato la "grande terra Australe", ma presumibilmente si trattava del Brasile.
Nel 1578 la regina Elisabetta I incaricò Francis Drake di cercare la Terra Incognita. Drake raggiunse Capo Horn, la parte meridionale della Terra del Fuoco dove scoprì il passaggio per il Pacifico (il Canale di Drake), ma non trovò alcun continente sconosciuto.

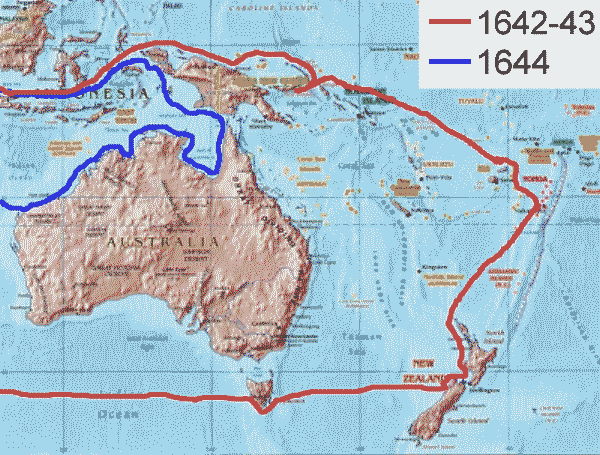
La rotta di Abel Tasman

Nel 1642 l'olandese Abel Tasman salpò dalla colonia olandese di Batavia (odierna Giacarta) alla ricerca del leggendario continente del sud. Nel corso della navigazione scoprì l'isola della Tasmania ed esplorò la costa occidentale della Nuova Zelanda, attraversò l'arcipelago delle Tonga e le Isole Figi, costeggiò la Nuova Guinea, e arrivò a Batavia il 15 giugno 1643.
Ben presto il mondo occidentale, preso dalla crescita dei traffici commerciali da e verso l'Asia, perse l'interesse nei confronti della Terra Incognita. Nel 1675 il francese Antoine de la Roché durante la navigazione da Lima all'Inghilterra andò alla deriva in una tempesta e scoprì la Georgia del Sud. Al ritorno raccontò di avere avvistato il continente meridionale, ma con ogni probabilità l'avvistamento riguardò i Clerke Rocks situati a circa 50 km a est sud-est della Georgia del Sud. Nel 1699 lo scienziato Edmond Halley intraprese una spedizione alla ricerca della Terra Australis Incognita, e suoi sono i primi avvistamenti registrati di iceberg nell'emisfero australe. Il maltempo e i rischi di collisione con i ghiacci lo costrinsero però a interrompere le ricerche e a ritornare verso latitudini più settentrionali.
Il primo navigatore a oltrepassare il 54º parallelo sud fu Jean Baptiste Charles Bouvet de Lozier il 10 dicembre del 1738. Il 1º gennaio del 1739 avvistò terra, un enorme promontorio coperto di neve che ritenne parte di un continente e chiamò Capo della Circoncisione. In realtà fu avvistata quella che in seguito verrà chiamata Isola Bouvet. L'avvistamento successivo dell'isola risale al 1808, mentre il primo sbarco fu solo nel 1822.
Nel gennaio del 1773 James Cook attraversò per primo il Circolo Polare Antartico. Due anni dopo, nel suo terzo viaggio, scoprì le Isole Sandwich meridionali. Cook circumnavigò il continente senza mai avvistare terra, ma le sue osservazioni sull'enorme numero di foche e balene avvistate provocarono l'arrivo di numerose spedizioni di caccia. I cacciatori erano soprattutto originari del New England ed europei e a loro si deve la scoperta di numerose isole.

## L'esplorazione del continente
Il primo avvistamento del continente non può essere attribuito con precisione: diverse fonti riportano, infatti, che il continente fu avvistato da tre persone diverse in un intervallo di pochi giorni: Fabian Gottlieb von Bellingshausen (un capitano della Marina Imperiale Russa), Edward Bransfield (un capitano della marina britannica) e Nathaniel Palmer (un cacciatore di foche statunitense).
L'avvistamento di Bransfield risale presumibilmente al 27 gennaio 1820, tre giorni prima dell'avvistamento di Palmer. Il dato certo è che il 28 gennaio 1820 la spedizione guidata da Bellingshausen e Michail Petrovič Lazarev raggiunse una posizione a circa 20 miglia (32 km) dall'Antartide e avvistò delle masse di ghiaccio. Il 30 gennaio Bransfield attraccò alla penisola Trinity, il punto più settentrionale del continente, e vi sbarcò. La contesa sul primo avvistamento assume spesso toni un po' campanilistici; può infatti benissimo essere possibile che il primo avvistamento fu effettuato da qualche pescatore di balene; nell'arco temporale fra il 1780 e il 1892 infatti nei mari dell'Antartide furono attivi circa 1.100 pescherecci di diverse nazionalità, mentre nello stesso periodo le spedizioni scientifiche ed esplorative furono solo 25.
Nel 1821 von Bellingshausen effettua la seconda circumnavigazione del continente dopo quella di Cook; nello stesso anno si ha il primo sbarco a opera del cacciatore di foche statunitense John Davis e Nathaniel Palmer scopre le isole Orcadi Meridionali.
Nel corso di due spedizioni, 1819 e 1822, lo scozzese James Weddell avvistò le isole Orcadi australi. Nel 1823 sbarcò sull'isola di Saddle dove individuò una nuova specie di foca (chiamata oggi foca di Weddell), nel febbraio dello stesso anno oltrepassò il parallelo dei 74° 15' Sud, il punto più meridionale raggiunto fino a quel momento, inoltrandosi in quello che chiamò mare di Giorgio IV (e che verrà in seguito chiamato mare di Weddell).
Nel febbraio del 1831 il cacciatore di foche britannico John Biscoe avvistò terra dall'area dell'Oceano Indiano, e chiamò la zona Terra di Enderby, dal nome della azienda presso cui era occupato, la "Enderby Brothers". Nel febbraio del 1839 un altro dipendente della stessa azienda, John Balleny, salpato dalla Nuova Zelanda, scoprì le isole Balleny.
Nel gennaio del 1840 lo statunitense Charles Wilkes avvistò terra, nell'area che verrà chiamata terra di Wilkes. Nello stesso mese il francese Jules Dumont d'Urville, partito nel 1838 da Tolone con l'obiettivo di identificare il polo sud magnetico, avvistò terra, le dette il nome di Terre Adélie in onore di sua moglie Adèle, ma non gli fu possibile sbarcare; sbarcò quindi su un'isola che chiamò Grande Terra Meridionale. In precedenza, nel corso della navigazione, aveva scoperto la Terra di Luigi Filippo e l'Isola di Joinville, sulla punta settentrionale della Penisola Antartica.
In seguito alla localizzazione del Polo Nord magnetico (1831) esploratori e scienziati iniziarono la ricerca del Polo Sud magnetico. James Clark Ross ne localizzò la posizione approssimativa ma non fu in grado di raggiungerlo; individuò e descrisse anche la barriera di Ross, così chiamata in suo onore. Ai monti Terror ed Erebus, sull'isola di Ross furono dati i nomi delle navi della spedizione di Ross.

## Il XIX secolo
Alla fine del XIX secolo gran parte del pianeta era stato esplorato; l'unica area ancora intatta era l'Antartide di cui si conoscevano solo tratti di costa. In occasione del 6º Congresso Internazionale di Geografia tenutosi a Londra nel 1895 si stabilì che l'esplorazione delle regioni antartiche avrebbe dovuto avere luogo entro la fine del secolo. Ci si attendeva inoltre che USA, Gran Bretagna e un paese scandinavo organizzassero una grossa spedizione; grande fu quindi la sorpresa quando si seppe che la prima spedizione scientifica in Antartide sarebbe stata guidata da un belga.

### La spedizione antartica belga (1897 - 1899)

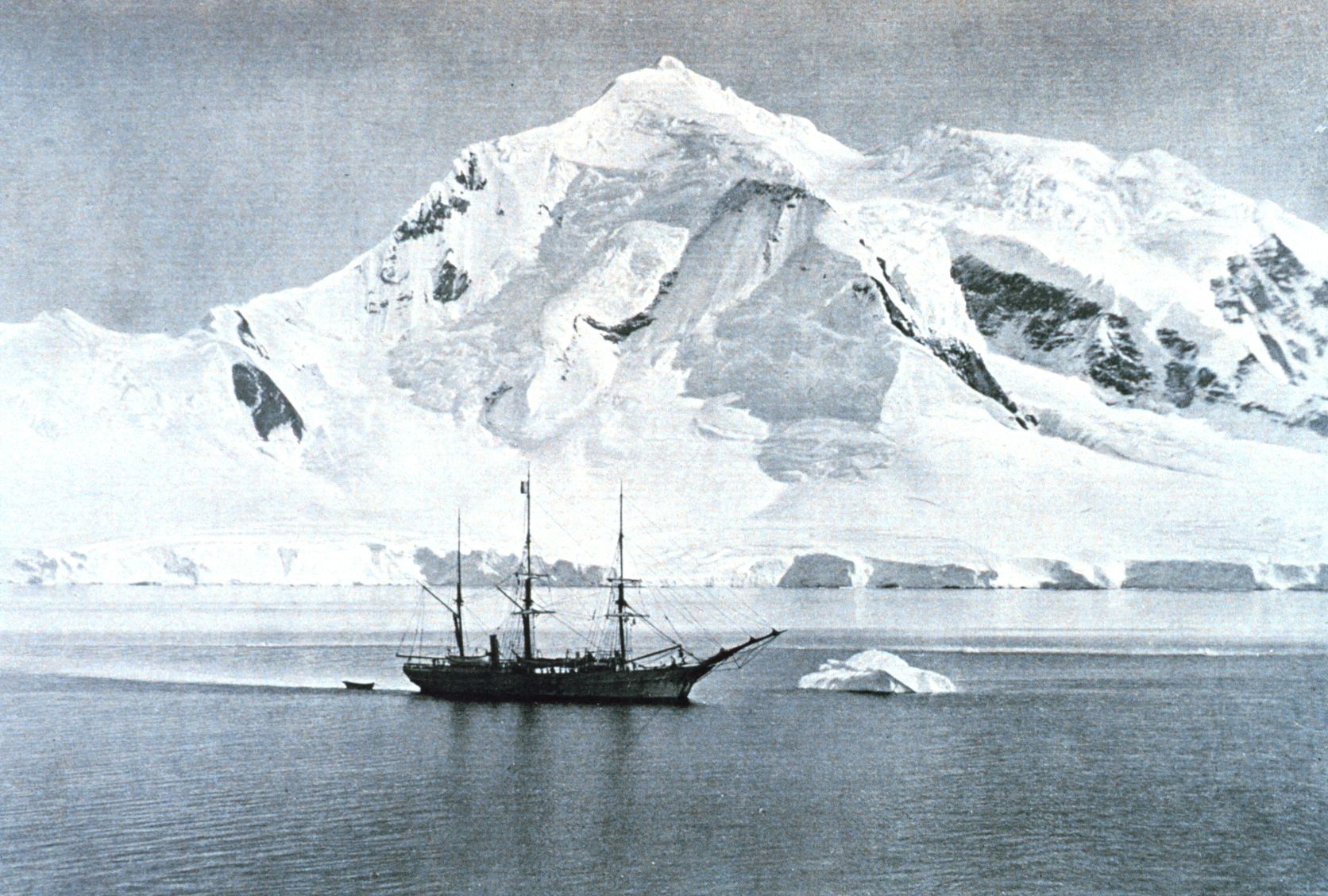
La nave Belgica ancorata davanti al Mount William

Nel 1897 una spedizione guidata dal tenente della marina belga Adrien de Gerlache e chiamata Belgian Antarctic Expedition (BelgAE) salpò da Anversa diretta in Antartide. La spedizione, a bordo della nave RV Belgica era composta da persone di nazionalità diversa: lo zoologo romeno Emil Racoviţă, il geologo polacco Henryk Arctowski, l'astronomo belga George Lecointe, diversi norvegesi fra i quali Roald Amundsen e il medico statunitense Frederick Cook.
Scopo della spedizione era l'esplorazione del Mare di Weddell e in seguito lo sbarco di tre persone a Terra Vittoria, dove avrebbero dovuto trascorrere l'inverno. Inizialmente la spedizione si svolse come da programma, fatta eccezione per la perdita di un uomo a causa di una terribile tempesta il 22 di gennaio del 1898. Gerlache esplorò alcuni passaggi intorno alla Penisola Antartica, uno dei quali venne chiamato stretto di Gerlache; furono disegnate le mappe della costa e analizzata flora e fauna dell'area.
Il comandante non seppe resistere alla tentazione di esplorare un passaggio verso sud, ma sfortunatamente, il 28 febbraio 1898, la nave rimase intrappolata dai ghiacci nel mare di Bellingshausen e si liberò solo il 14 marzo del 1899, più di un anno dopo. Durante la lunga permanenza forzata sul continente diversi membri del gruppo dettero segni di infermità mentale, sia per la durezza delle condizioni ambientali sia per le difficoltà linguistiche all'interno del gruppo. Questa permanenza forzata, tuttavia, per la prima volta permise di acquisire dati invernali relativi al clima antartico.

### Borchgrevink e laSouthern Cross
La prima spedizione che trascorse intenzionalmente l'inverno sul continente fu guidata dal norvegese Carsten Borchgrevink. La spedizione era finanziata da un editore britannico, Sir George Newnes.
Nel febbraio del 1899 la Southern Cross, con a bordo trentuno uomini e novanta cani da slitta, attraccò a Capo Adare, dove gli uomini costruirono due capanne prefabbricate, le prime strutture mai edificate sul continente. Nel capanno destinato al soggiorno (di 25 m²) Borchgrevnik trascorse l'inverno insieme ad altri nove uomini, uno dei quali perse la vita in seguito alle conseguenze dello scorbuto; della spedizione facevano parte anche novanta cani da slitta. La permanenza fu caratterizzata da una serie di piccole sventure e di dissapori fra Borchgrevink e la componente scientifica della spedizione, amplificate dal fatto che Capo Adare si rivelò una localizzazione poco idonea a causa del costante maltempo che vi imperversa. Il 28 gennaio 1900 la Southern Cross venne a recuperare gli uomini, ma Borchgrevnik decise di rimanere un altro poco per esplorare i dintorni; con le slitte raggiunse la latitudine di 78° 50' Sud, il punto più meridionale mai raggiunto fino a quel momento.

## Il XX secolo

### Spedizione Nordenskjöld-Larsen (1901-1904)
Nell'ottobre del 1901 un geologo svedese, Otto Nordenskiöld guidò la prima spedizione della Svezia, la Swedish Antarctic Expedition (SwedAE). Secondo i piani Nordenskiöld e cinque membri dell'equipaggio della nave Antarctic una volta sbarcati avrebbero dovuto trascorrere l'inverno sull'isola Snow Hill poco al largo della Terra di Graham (Penisola Antartica), esplorando le isole dei dintorni e compiendo ricerche. La nave che nel frattempo era tornata alle isole Falkland, durante il viaggio di recupero degli scienziati ebbe un incidente. Tre uomini dell'equipaggio sbarcarono per cercare di raggiungere Nordenskiöld e i suoi, ma poco dopo la nave fu distrutta dai ghiacci e affondò. L'equipaggio, a bordo delle scialuppe di salvataggio, raggiunse l'isola Paulet dove trascorse l'inverno. Alla fine del 1903 una spedizione di soccorso argentina fu in grado di recuperare tutti i membri della spedizione e dell'equipaggio.

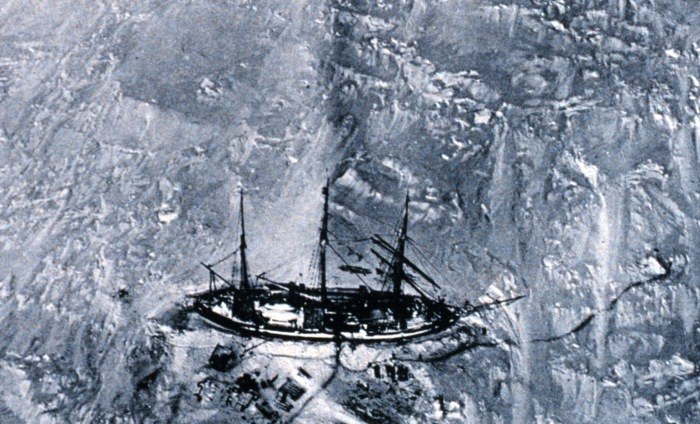
Vista dalla mongolfiera sulla nave Gauss imprigionata dai ghiacci

### Spedizione Gauss, prima spedizione antartica tedesca (1901-1904)
Nel 1901 la nave Gauss salpò dal porto di Kiel con a bordo una spedizione guidata dal geologo tedesco Erich von Drygalski, l'obiettivo della spedizione era quello di esplorare la zona del continente a sud delle isole Kerguelen. La nave rimase incastrata nei ghiacci, nonostante ciò gli scienziati effettuarono numerose scoperte (fra le quali il monte Gauss - o Gaussberg), effettuarono ben sette spedizioni con slitte per esplorare i dintorni, e il 29 marzo del 1902 utilizzarono una mongolfiera con la quale raggiunsero i 500 m di altitudine. Una volta tornato in patria, Drygalski pubblicò un dettagliato (22 volumi) resoconto delle sue attività e scoperte.

### National Antarctic Expedition o Discovery Expedition (1901-1904)

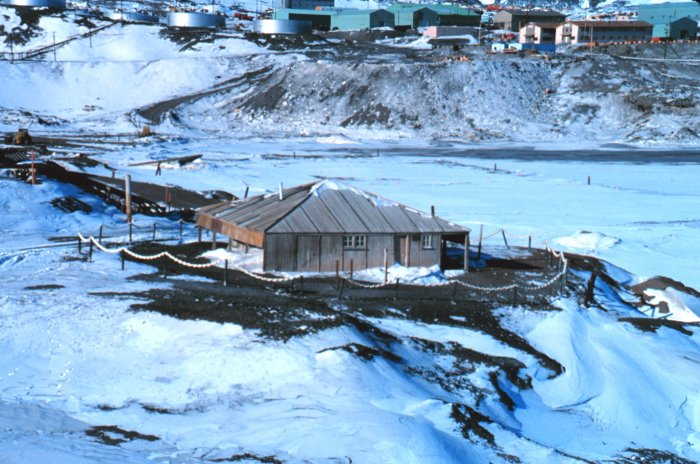
La costruzione di Scott (sullo sfondo McMurdo Station).

La nave Discovery salpò dall'Inghilterra il 6 agosto 1901 con a bordo uno degli esploratori più noti nella storia dell'Antartide, Robert Falcon Scott, alla guida di una spedizione che aveva l'obiettivo di raggiungere il Polo Sud. La prima destinazione era la baia di McMurdo.
Il 4 febbraio 1902 Scott e Ernest Shackleton furono i primi a vedere e fotografare il continente dall'alto, facendo uso di una mongolfiera. Gli esploratori trascorsero l'inverno sull'isola di Ross, a Hut Point. La spedizione fu caratterizzata da una serie di sventure ed errori tecnici, ma ciò non impedì a Scott di lasciare la base il 2 novembre 1902 per tentare di raggiungere, insieme a Shackleton, Edward Wilson e 19 cani da slitta, il Polo Sud. I tre arrivarono fino agli 82° 17' Sud, ma in seguito a problemi di scorbuto e cecità da neve dovettero tornare alla base, che raggiunsero il 3 febbraio del 1903. L'anno seguente, trascorso sempre sull'isola di Ross, effettuarono solo brevi viaggi per studi e ricerche.

### Altre spedizioni (1902-1905)
Nello stesso arco temporale vi furono altre spedizioni, fra le quali quella guidata dallo scozzese William Speirs Bruce (spedizione Scotia) che disdegnava la "gara" al raggiungimento del polo sud magnetico per occuparsi effettivamente di ricerca scientifica. La nave Scotia con a bordo 25 persone era diretta nel mare di Weddell, ma a causa del maltempo fu costretta a riparare nelle isole Orcadi meridionali. Il 1º aprile del 1903 stabilì la prima stazione meteorologica del continente, Osmond House sull'isola di Laurie, e nello stesso anno la stazione fu ceduta all'Argentina che la rinominò Orcadas. La stazione è tuttora funzionante. Nel 1904 la nave riuscì a inoltrarsi nel mare di Weddell scoprendo la terra di Coats. Da un punto di vista scientifico la spedizione di Bruce è considerata una delle più valide: gli scienziati a bordo della nave raccolsero un gran numero di dati sulla flora, la fauna e il clima.
Nella primavera del 1903 giunse in Europa la notizia che la spedizione di Otto Nordenskiöld era dispersa, e il francese Jean-Baptiste Charcot che aveva in preparazione una spedizione al Polo Nord decise di accorrere in soccorso per contribuire alle ricerche Mentre la nave Français navigava diretta verso sud il gruppo di Nordenskiöld venne tratto in salvo, e Charcot decise quindi di esplorare la costa occidentale della Penisola Antartica.
Evitò la baia di Ross a causa della possibile rivalità con paesi già attivi nella zona e questo gesto gli valse da parte di Robert Scott il soprannome di "gentleman of the Pole". Il 19 febbraio scoprì Port Lockroy sull'isola di Wiencke, l'inverno fu trascorso sull'isola di Booth. Durante il soggiorno invernale gli scienziati della spedizione effettuarono un'intensa attività di ricerca.

### British Imperial Antarctic Expedition (Nimrod1907 - 1909)

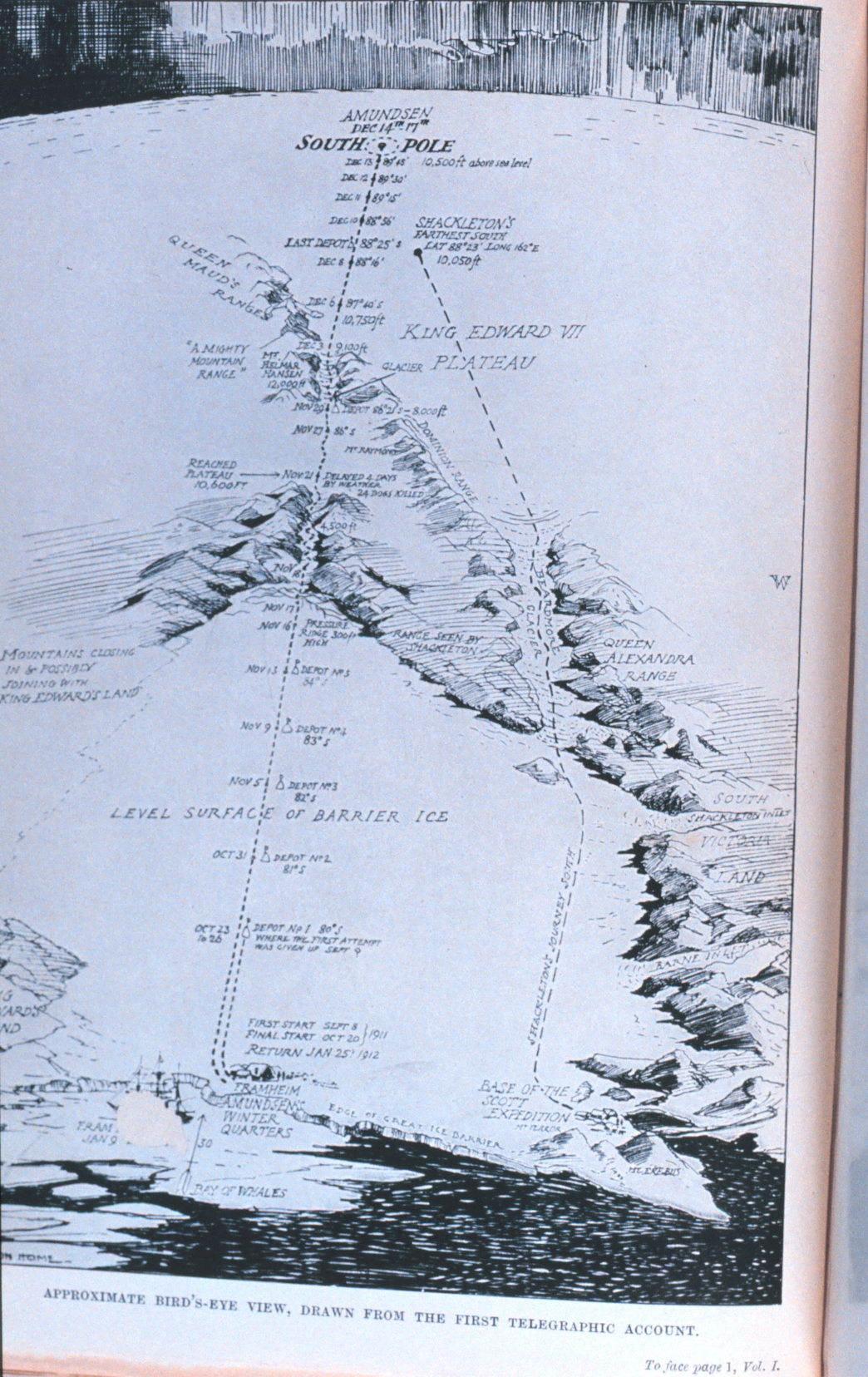
Confronto fra i percorsi di Shackleton e di Amundsen

Nel 1908 Shackleton fece ritorno in Antartide al comando di una spedizione finanziata in parte in proprio e in parte dai governi australiani e neozelandesi, nel corso della spedizione fu raggiunta la vetta del Monte Erebus, prima scalata di una montagna del continente, fu raggiunto il Polo Sud magnetico. Shackleton, insieme ad altri tre membri dell'equipaggio della nave Nimrod raggiunse il punto più meridionale mai raggiunto fino a quel momento, gli 88° 23' S di latitudine fermandosi a circa 155 km dal Polo Sud a causa delle cattive condizioni del gruppo.

### Charcot e Shirase
Nel 1908 Charcot tornò in Antartide per la seconda volta, al comando della nave Pourquoi-Pas ? IV, fatta costruire appositamente per i mari antartici. La Pourquoi-Pas ? IV sopravvisse bene a una collisione con una roccia, e poté proseguire per le coste prospicienti la Terra di Graham. Charcot tracciò le mappe dell'isola di Adelaide, scoprì una baia che chiamò Marguerite Bay in onore della moglie, e nel gennaio del 1910 avvistò una terra non ancora tracciata su alcuna mappa, chiamandola Terra di Charcot in onore del padre Jean-Martin, un celebre neurologo. Le mappe tracciate da Charcot rimasero in uso per oltre due decenni.
Nel 1910 salpò da Tokyo, accompagnata da forte scetticismo sia da parte delle autorità sia da parte dell'opinione pubblica, la prima spedizione giapponese, guidata dal tenente Nobu Shirase al comando del piccolo vascello Kainan Maru. La navigazione avvenne in pessime condizioni meteo, e dopo un fugace avvistamento (marzo 1911) della Terra Vittoria, in maggio la nave fu costretta a riparare in porto a Sydney. Constatato l'ormai irrecuperabile ritardo nei confronti di Scott e Amundsen, l'obiettivo della spedizione venne modificato: non più il raggiungimento del Polo Sud, bensì l'esplorazione della Terra di Edoardo VII.

### Amundsen e Scott conquistano il polo sud (1911-1912)
Nel 1910 una spedizione guidata da Roald Amundsen partì con la nave Fram dalla Norvegia con l'intenzione di raggiungere il polo sud. Arrivato in antartide, partendo dalla Baia delle Balene, Amundsen raggiunse il polo sud il 14 dicembre 1911. Circa un mese più tardi anche un gruppo guidato da Robert Falcon Scott raggiunse il polo sud, ma tutti gli uomini che lo componevano perirono lungo il viaggio di ritorno. La base Amundsen-Scott, posta al polo sud, è intitolata a questi primi conquistatori.

### La spedizione Endurance (1914-1917)

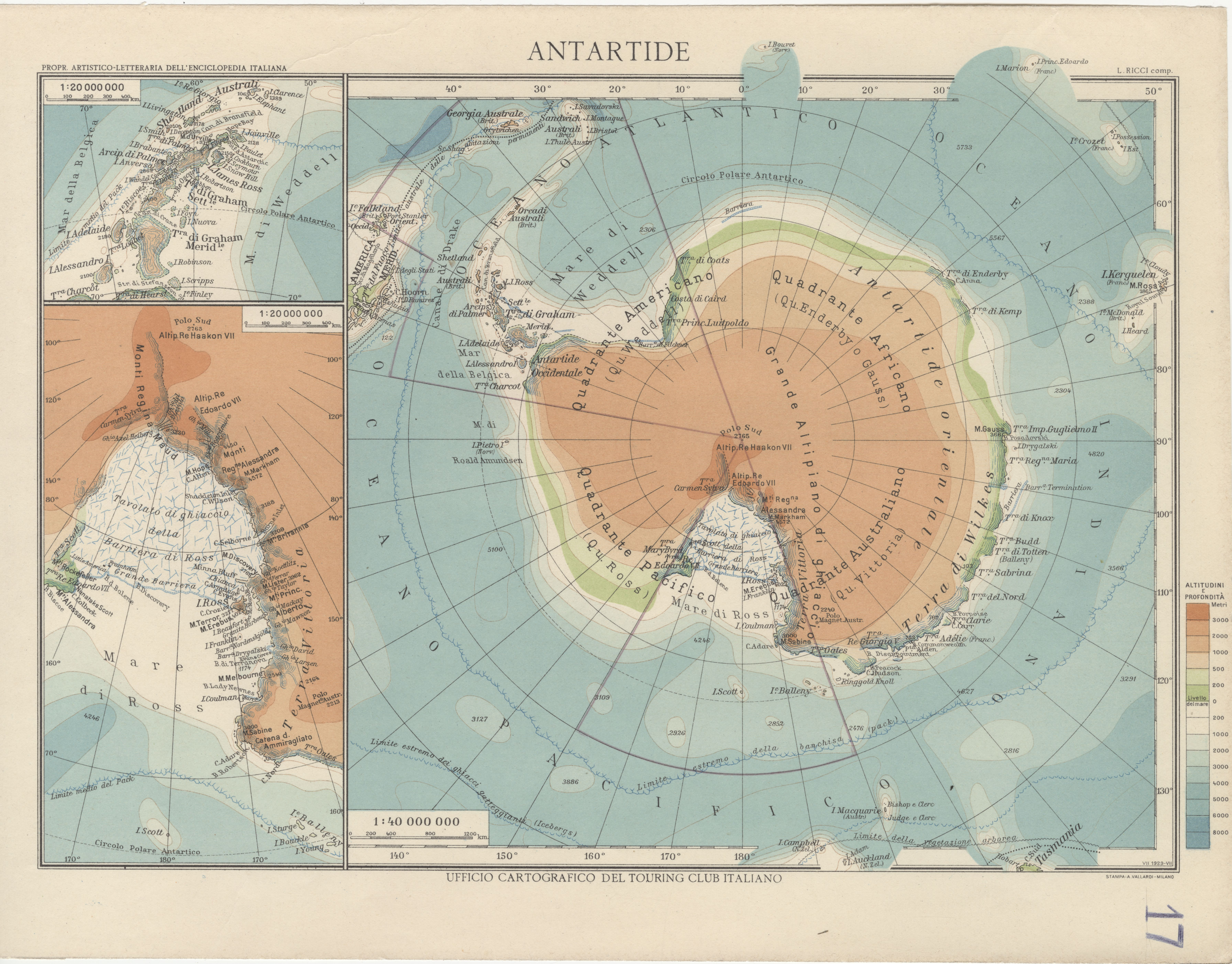
Carta dell'Antartide realizzata dal Touring Club Italiano per l'Istituto dell'Enciclopedia Italiana nel 1929, prima delle esplorazioni per via aerea.

La spedizione Endurance (in inglese Endurance Expedition), conosciuta anche come Imperial Trans-Antarctic Expedition, è stata una missione esplorativa svoltasi negli anni 1914-1917 la missione era comandata da Ernest Shackleton a bordo della Endurance, e aveva come obiettivo l'attraversamento dell'Antartide partendo dal mare di Weddell. Il gruppo doveva poi essere recuperato dalla nave Aurora sull'altro lato del continente, sulla costa del mare di Ross.
L'Endurance viene però distrutta dalla banchisa a migliaia di chilometri dalle più vicine terre abitate: i 28 uomini dell'equipaggio sono costretti a lottare per sopravvivere. La temperatura oscilla da -22°C a -45 °C e le provviste sono limitate. Tutti gli uomini riescono a raggiungere l'isola Elephant, nelle Shetland Meridionali, mentre Shackleton salpa alla guida di una scialuppa di sette metri, salvata dal naufragio dell'Endurance, nel tentativo di raggiungere una base baleniera situata nella Georgia del Sud. Con l'aiuto di un sestante e di un cronometro, l'imbarcazione riesce a percorrere 1.800 km e a raggiungere Grytviken, dove Shackleton organizza una spedizione di soccorso per gli uomini rimasti indietro.
Anche se all'epoca erano disponibili apparecchi radio senza fili, l'eccessiva distanza da una qualsiasi stazione ricevente rendeva questa tecnologia inutilizzabile per esplorazioni tanto remote. Inoltre il Regno Unito era impegnato nella prima guerra mondiale, e non volle destinare denaro, uomini e mezzi per una spedizione di soccorso così complessa e pericolosa.
L'equipaggio dell'Aurora dovette affrontate situazioni altrettanto critiche. La loro avventura, al contrario di quella di Shackleton, costò la vita a tre persone.
Oltre alle testimonianze scritte, durante la spedizione furono scattate numerose fotografie da parte di Frank Hurley.

## Esplorazione per via aerea
L'ammiraglio della US Navy Richard Evelyn Byrd fu il primo a sorvolare il polo sud con il pilota Bernt Balchen, il 20 novembre 1929. Byrd guidò in tutto cinque spedizioni in antardide, l'ultima nel 1946, chiamata Operation Highjump, composta da oltre 4.700 uomini, prevalentemente militari. Seppur pubblicizzata come avente scopi scientifici, i dettagli furono mantenuti segreti, per cui si ritiene probabile che fosse in prevalenza un'esercitazione militare. Tra le unità impiegate una portaerei, diversi sottomarini e altri mezzi militari. Prevista per una durata di otto mesi, l'operazione fu interrotta dopo soli due mesi, e non vennero mai date spiegazioni ufficiali sulle ragioni dell'interruzione.
Nel 1947-48 il capitano Finn Rønne, primo ufficiale ai comandi di Byrd nella spedizione precedente, guidò una sua spedizione con varie unità navali, tre aerei e cani da slitta. Ronne era in disaccordo con la teoria secondo la quale l'Antartide era divisa in due sezioni separate, e provò che l'Antartide occidentale e l'Antartide orientale erano un unico continente, cioè che il mare di Ross e il mare di Weddell sono separati. Ronne percorse 5.800 km con sci e slitte trainate da cani, più di ogni altro esploratore dell'antartide. La Spedizione di ricerca Ronne mappò le ultime coste sconosciute dell'antartide e dell'intero pianeta, e fu la prima spedizione antartica a includere delle donne.
Bisogna attendere quasi dieci anni per avere un'altra spedizione. Il 31 ottobre 1956 l'ammiraglio statunitense George J. Dufek e altri, con un aereo Douglas DC-3, fecero il primo atterraggio sul polo sud.

## Storia recente

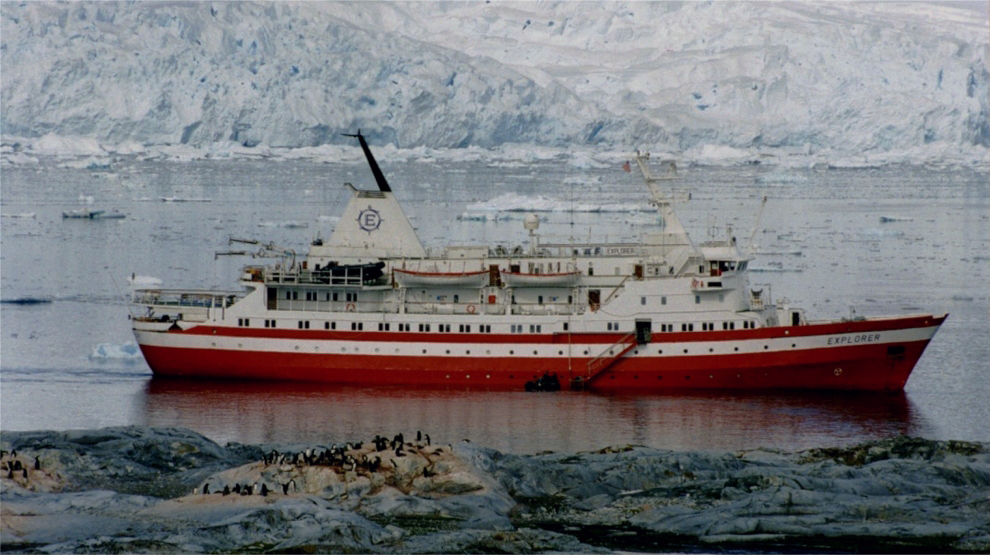
La nave MS Explorer

- 1957-58 - La Commonwealth Trans-Antarctic Expedition, condotta da Vivian Fuchs e Edmund Hillary, compie la prima traversata via terra, con mezzi motorizzati, del continente antartico. Il 3 gennaio 1958 Edmund Hillary e il suo gruppo sono i primi uomini a raggiungere il polo sud via terra dopo Amundsen e Scott nel 1911-12.
- 1º dicembre 1959 - Viene firmato il Trattato Antartico, che entra ufficialmente in vigore il 23 giugno 1961. Tra le principali clausole, il divieto di usare l'Antartide per scopi militari e la limitazione dell'impiego di personale militare come supporto per le spedizioni scientifiche.
- 7 gennaio 1978 - Emilio Palma diventa la prima persona a nascere nel continente antartico.
- 28 novembre 1979 - Un Douglas DC-10 della Air New Zealand, durante un volo di osservazione turistica, precipita sul monte Erebus, causando la morte di tutte le 257 persone a bordo.
- 12 febbraio 1990 - Reinhold Messner e Arved Fuchs completano la prima traversata dell'antartide passando per il polo sud, viaggiando solo a piedi o con gli sci, senza l'ausilio di mezzi motorizzati o di animali.
- 17 gennaio 1997 - Borge Ousland completa la prima traversata in solitaria dell'antartide passando per il polo sud, viaggiando solo con gli sci, senza ausilio di mezzi meccanici, animali e assistenza esterna.
- 23 novembre 2007 - La nave MS Explorer, battente bandiera liberiana, entra in collisione con un'iceberg e affonda, ma tutte le persone a bordo vengono salvate da navi che si trovano nelle vicinanze.